# The Falcon in San Francisco
The Falcon in San Francisco is een Amerikaanse misdaadfilm uit 1945 onder regie van Joseph H. Lewis.

## Verhaal
Op reis met de trein naar San Francisco is Tom Lawrence getuige van de moord op de gouvernante van een jong meisje. Bij zijn onderzoek legt hij een relatie bloot tussen een ex-dranksmokkelaar en de dochter van een rijke reder.

## Rolverdeling
| Acteur           | Personage           |
| ---------------- | ------------------- |
| Tom Conway       | Tom Lawrence        |
| Rita Corday      | Joan Marshall       |
| Edward Brophy    | Goldie Locke        |
| Sharyn Moffett   | Annie Marhsall      |
| Fay Helm         | Doreen Temple       |
| Robert Armstrong | De Forrest Marshall |
| Carl Kent        | Rickey              |
| George Holmes    | Dalman              |
| John Mylong      | Carl Dudley         |